# Шірін-Куї
Шірін-Куї (перс. شيرين قويي) — село в Ірані, у дегестані Гакімабад, в Центральному бахші, шахрестані Зарандіє остану Марказі. За даними перепису 2006 року, його населення становило 0 осіб, що проживали у складі 0 сімей.

## Клімат
Середня річна температура становить 15,89°C, середня максимальна – 34,84°C, а середня мінімальна – -5,98°C. Середня річна кількість опадів – 264 мм.
| Клімат поселення                              | Клімат поселення | Клімат поселення | Клімат поселення | Клімат поселення | Клімат поселення | Клімат поселення | Клімат поселення | Клімат поселення | Клімат поселення | Клімат поселення | Клімат поселення | Клімат поселення | Клімат поселення |
| Показник                                      | Січ.             | Лют.             | Бер.             | Квіт.            | Трав.            | Черв.            | Лип.             | Серп.            | Вер.             | Жовт.            | Лист.            | Груд.            |                  |
| Середній максимум, °C                         | 10,78            | 12,87            | 16,98            | 23,87            | 28,92            | 34,05            | 34,84            | 33,82            | 29,78            | 23,28            | 16,81            | 10,59            |                  |
| Середня температура, °C                       | 2,40             | 4,50             | 8,60             | 15,49            | 20,53            | 25,68            | 28,90            | 27,88            | 23,84            | 17,34            | 10,87            | 4,64             |                  |
| Середній мінімум, °C                          | −5,98            | −3,89            | 0,23             | 7,12             | 12,15            | 17,30            | 22,95            | 21,93            | 17,89            | 11,38            | 4,91             | −1,3             |                  |
| Норма опадів, мм                              | 36               | 36               | 47               | 30               | 22               | 5                | 2                | 2                | 2                | 18               | 26               | 38               |                  |
| Середньомісячна швидкість вітру, м/с          | 1.41             | 2.10             | 3.08             | 3.15             | 2.85             | 2.80             | 2.90             | 2.70             | 2.39             | 2.27             | 1.80             | 1.51             |                  |
| Середньомісячна сонячна радіація, кДж/м²·день | 9033             | 11741            | 14136            | 17836            | 22066            | 25792            | 25635            | 23255            | 19489            | 14280            | 10728            | 8623             |                  |
| --------------------------------------------- | ---------------- | ---------------- | ---------------- | ---------------- | ---------------- | ---------------- | ---------------- | ---------------- | ---------------- | ---------------- | ---------------- | ---------------- | ---------------- |
| Джерело:                                      |                  |                  |                  |                  |                  |                  |                  |                  |                  |                  |                  |                  |                  |